# Большезадоевское
Большезадоевское (Большая Задоевка) — село в Кизлярском районе Дагестана. Административный центр Большезадоевского сельского совета.

## Географическое положение
Расположено на правом берегу реки Старый Терек, в 7 км к северо-востоку от города Кизляр.

## История
В 1909 году ходоками из села Подгородни Екатеринославской губернии была приобретена земля у помещика Задоева. Этот год считается датой образования села. 
В середине 1970-х годов села было объединено  с селом Гренкино, располагавшийся на противоположном берегу реки Старый Терек.

## Население
| 1926 | 1970 | 1989  | 2002  | 2010  | 2021  |
| ---- | ---- | ----- | ----- | ----- | ----- |
| 227  | ↘205 | ↗1121 | ↗1349 | ↗1641 | ↗1837 |

Национальный состав
По данным Всесоюзной переписи населения 1926 года:
| № | Национальность | Численность, чел. | Доля |
| - | -------------- | ----------------- | ---- |
| 1 | русские        | 15                | 6 %  |
| 2 | украинцы       | 212               | 94 % |

По данным Всероссийской переписи населения 2010 года:
| № | Национальность | Численность, чел. | Доля   |
| - | -------------- | ----------------- | ------ |
| 1 | аварцы         | 756               | 46,1 % |
| 2 | даргинцы       | 240               | 14,6 % |
| 3 | лакцы          | 194               | 11,8 % |
| 4 | русские        | 152               | 9,3 %  |
| 5 | ногайцы        | 139               | 8,5 %  |
| 6 | табасараны     | 46                | 2,8 %  |
| 7 | азербайджанцы  | 35                | 2,1 %  |
| 8 | кумыки         | 24                | 1,4 %  |
| 9 | другие         | 55                | 3,4 %  |

По данным Всероссийской переписи 2024 года, в селе проживал 2563 человек (796 мужчин и 845 женщин). До конца 70-х годов село было почти полностью русским. Однако, начиная с 1980-х годов и по настоящее время, наблюдается отток коренного русскоязычного населения из села.